# Ptilophora contiguaria
Ptilophora contiguaria är en fjärilsart som beskrevs av Eugen Johann Christoph Esper 1794. Ptilophora contiguaria ingår i släktet Ptilophora och familjen tandspinnare. Inga underarter finns listade.